# Anubis pubicollis
Anubis pubicollis är en skalbaggsart som först beskrevs av Francis Polkinghorne Pascoe 1863.  Anubis pubicollis ingår i släktet Anubis och familjen långhorningar. Inga underarter finns listade i Catalogue of Life.